# Contrat d'accompagnement dans l'emploi
Pour les articles homonymes, voir CAE.
En France, le contrat d’accompagnement dans l’emploi, habituellement abrégé CAE, est un type d’emploi aidé créé par la loi 2005 de programmation pour la cohésion sociale. Le CAE remplace le contrat emploi solidarité (CES).
Le CAE porte sur des emplois visant à répondre à des besoins collectifs non satisfaits. Il a pour but de faciliter l’insertion professionnelle des personnes sans emploi rencontrant des difficultés sociales et professionnelles particulières d’accès à l’emploi. Il porte sur les emplois du secteur non marchand en remplacement du contrat d'avenir.
Au 1er novembre 2009, le CAE est basé sur 20 h de travail hebdomadaire et, sur la base de ces 20 h/hebdo, est rémunéré 767,34 € brut par mois. Le CAE est en partie financé par l’État.
À compter du 1er janvier 2010, le CAE est remplacé par le contrat unique d'insertion dans le non-marchand (CUI-CAE),.
En octobre 2010, dans plusieurs régions de France, les budgets affectés aux aides ayant été consommés, l’État décide brutalement de suspendre le renouvellement des contrats. Les secteurs de la culture, de l'action sociale et de l'éducation sont particulièrement touchés. La suspension conduit à la remise en cause et au non-renouvellement de nombreuses embauches. Ainsi, en région PACA, à la suite de la réaction des associations employant les CAE (32 000 contrats aidés en région PACA), la préfecture annonce le déblocage de 1 100 nouveaux contrats pour fin 2010, affectés aux renouvellements des postes d'auxiliaires de vie scolaire, aux contrats de chantier d'insertion et aux recrutements d'adjoints de sécurité. Par contre, le secteur culturel est le grand perdant puisque selon le préfet Hugues Parant, le rôle des structures culturelles est de « solvabiliser » les personnes en situation d'emploi aidé.